# Косіоровський російський національний район
Косіоровський російський національний район (Станично-Луганський, Верхньо-Теплівський, Верхньо-Теплицький). Адміністративне підпорядкування: до 1930 — у складі Луганської округи, лютий–липень 1932 — Харківської обл., з 2 липня 1932 — Донецької області.
Створений згідно з постановою ВУЦВК і РНК УСРР «Про ліквідацію округ та перехід на двоступеневу систему управління» 1930 року шляхом об'єднання Петропавлівського (Петровського) та Станично-Луганського районів, отримав назву Верхньо-Теплівський (1930). Петровський та Станично-Луганський райони статус національних, райвиконкоми яких працюють російською мовою, набули відповідно до ухвали Президії ВУЦВК від 12 серпня 1927. 1935 перейменований на Косіорівський. На сході межував із РСФРР.
Адміністративний центр: до вересня 1930 р. — с. Станично-Луганське; з вересня 1930 — с. Верхньо-Тепле (населення — 2271 особа); з 1932 — с. Станично-Луганське; 1935 перейм. на с. Косіорово Донецької обл.; з 1958 — смт Петрівка.
Найбільші населені пункти: Валуйське (1931 населення становило 2519 осіб), Бахмутівка (3265), Нижнє Платине (3200), Старий Айдар (3450), Передільське (4914), Станично-Луганське (6787 осіб).
Район був типово сільськогосподарським малопотужним, на їдця пересічно припадало 1,33 десятини землі. У 1927 робочої худоби не мали 42,5 % госп-в, 1928 — 36,6 %. Втім, більше занепокоєння центр. органів влади викликала не ця обставина (навантаження на голову робочої худоби становило 5 десятин ріллі), а технічна відсталість господарств — на плуг (букер) припадало 20,7 десятини ріллі. Бідність селянства була причиною повільного відродження їхніх госп-в, не рятувало й досить значне поширення кооперації, тим більше, що пай складав 3–4 крб. замість 10–15-ти в середньому по УСРР. Ощадні каси р-ну об'єднували 153-х вкладників, а їхній сукупний фонд становив 62 крб.
Досить істотні проблеми відзначалися в культурному житті р-ну: у 1928 з 20-ти шкіл Петровського р-ну 8 були українськими, хоча росіяни становили 75,8 % його населення; забезпеченість шкіл підручниками сягала 40–50 %. Спеціальна постанова Президії ВУЦВК на доповідь Петровського райвиконкому зазначила пасивність виконавчих органів російського р-ну (зокрема, відсутність періодичних засідань сільрадівських комісій та їхньої звітності населенню й райвиконкому), відсутність у ньому сусп. орг-цій («Червоний Хрест», «Геть неписьменність!»).
На момент реорганізації округ щільність населення в р-ні становила 31,9 особи/км², під засівами перебувало 77,6 % землі, із них 83,6 % становили зернові, 10,1 % — тех. к-ри. У складі колективних госп-в було 36,1 % господарів р-ну, 1,1 % становили пром. робітники. На 100 осіб дорослого населення припадало 78 учнів.
Площа р-ну дорівнювала 1970 км² (р-н був найбільшим серед національних за територією). До його складу входили 29 сільрад, 91 поселення. На 1 січня 1930 населення становило 62 899 осіб, з них — 1,1 % пром. робітників, 96,3 % селян. Письменними були 67,9 % чоловіків, 35,6 % жінок. Росіяни становили 82,5 % людності р-ну. Р-н був типовим сільськогосподарським: великої пром-сті не було. У р-ні працювали 53 початкові школи, 5 семирічок, школа колг. молоді, 3 дитячі майданчики, 22 б-ки, 14 сел. будинків, 26 хат-читалень, 9 кіноустановок, 2 лікарні на 30 місць. У районному центрі працювали робітничий факультет, фабрично-заводське уч-ще, тех. уч-ще.
1932 укрупнений. Згідно з постановою президії ВУЦВК УСРР «Про склад нових адміністративних районів Донецької області» від 13 лютого 1935 знову відокремлений у складі Станично-Луганської, Верхньо-Герасимівської, Нижньо-Герасимівської, Комишинської, Валуйської, Нижньо-Ольховської, Верхньо-Ольховської, Нижньо-Плотинської, Болотинської, Благовіщенської, Петровської II, Красно-Таловської, Красно-Дерульської, Олександрівської, Верхньо-Чугінської сільрад.
Станом на 15 грудня 1935 площа р-ну складала 1120,9 км², у 14-ти сільрадах р-ну мешкали 28 330 осіб (відомості на 1 січня 1933).
Видавалася районна газета «Колективіст» (1930), «Коллективист» (1931), «Сталинский путь», «Коллективист», «Путь Октября».
У законодавчому порядку як національний не ліквідовувався.